# Губин, Николай Иванович
Николай Иванович Губин (1914—1988) — старший сержант Рабоче-крестьянской Красной Армии, участник Великой Отечественной войны, Герой Советского Союза (1945).

## Биография
Николай Губин родился 6 августа 1914 года в селе Новосидориха (ныне — Шатурский район Московской области) в крестьянской семье. Окончил семь классов школы, работал дрезинщиком на Шатурской узкоколейной железной дороге. В 1940 году переехал в город Краснодон Ворошиловградской (ныне — Луганской) области, где работал художником. В сентябре 1941 года Губин был призван на службу в Рабоче-крестьянскую Красную Армию и направлен на фронт Великой Отечественной войны. Принимал участие в боях на Южном, Юго-Западном, 2-м и 3-м Украинских фронтах. В боях четыре раза был ранен. Участвовал в Ростовской операции 1941 года, боях в Донбассе в 1942 году, освобождении Украинской ССР, битве за Днепр, Никопольско-Криворожской, Березнеговато-Снигирёвской, Одесской, Ясско-Кишинёвской операциях, освобождении Румынии, Венгрии, Чехословакии. К ноябрю 1944 года красноармеец Николай Губин был стрелком 610-го стрелкового полка 203-й стрелковой дивизии 53-й армии 2-го Украинского фронта. Отличился во время освобождения Венгрии.
В ночь с 6 на 7 ноября 1944 года Губин в составе группы разведчиков переправился через Тису в районе населённого пункта Шаруд в 12 километрах к юго-западу от Тисафюреда. Группа выбила противника из первой траншеи, а затем, устроив засаду на дороге около города Тисанана, полностью разоружила и взяла в плен роту немецких солдат. Захватив немецкий миномёт, группа открыла огонь по скоплению вражеской боевой техники и пехоты, нанеся противнику большие потери.
Указом Президиума Верховного Совета СССР от 24 марта 1945 года за «образцовое выполнение боевых заданий командования на фронте борьбы с немецкими захватчиками и проявленные при этом мужество и героизм» красноармеец Николай Губин был удостоен высокого звания Героя Советского Союза с вручением ордена Ленина за номером 35201 и медали «Золотая Звезда» за номером 4767.
В августе 1945 года участвовал в переходе через пустыню Гоби и Большой Хинган во время советско-японской войны. После её окончания Губин был демобилизован. Проживал в Краснодоне, работал художником промкомбината, затем десятником, мастером шахты «Суходольская-1» комбината «Краснодонуголь». Скончался 28 октября 1988 года, похоронен в Краснодоне.
Награждён орденами Отечественной войны 1-й степени и Красной Звезды, а также рядом медалей.

## Память
- Памятная стела с именем Героя установлена на Аллее Героев в городе Шатура Московской области
- Звание «Почётный гражданин Шатурского района» (присвоено посмертно в 2003 г.)[2].